# 东巴列斯
东巴列斯（西班牙語：Vallés Oriental），是西班牙加泰罗尼亚巴塞罗那省的一个县。总面积850.99平方公里，总人口402632（2012年），人口密度473人/平方公里。行政中心位于格拉诺列尔斯。
东巴列斯辖有43个市镇。